# Usine sidérurgique de Témirtaou
Combinat métallurgique de Karaganda
Ispat Karmet / Mittal Steel Temirtau / ArcelorMittal Temirtau
Qarmet
L'usine sidérurgique de Témirtaou, actuellement Qarmet, est un complexe sidérurgique au Kazakhstan, à Témirtaou, dans l'oblys de Karaganda. Grand ensemble sidérurgique représentant, au début du XXIe siècle, 10 % du PIB du pays, l'usine a la particularité d'être autonome autant pour son approvisionnement en minerai de fer que pour la houille.
Le Combinat métallurgique de Karaganda plonge ses racines dans l'usine métallurgique kazakhe, fondée en 1942 et démarrée en 1944, pendant l’invasion allemande, sur le bassin houiller de Karaganda. Une deuxième usine est ensuite créée, démarrant en 1960. En 1970, les deux usines sont fusionnées pour former le combinat. Celui-ci se développe comme un complexe soviétique cohérent jusqu'à devenir la deuxième plus grande usine sidérurgique d'URSS produisant 5 % de l'acier soviétique.
À la dislocation de l'URSS, l'usine, obsolète et privée de ses débouchés, est en quasi-faillite. En 1995, l'ensemble est vendu à Lakshmi Mittal. Dénommé Ispat Karmet, puis Mittal Steel Temirtau et enfin ArcelorMittal Temirtau, le complexe sidérurgique et minier est rationalisé et modernisé, devenant un cas d'école de privatisation réussie. Cependant, l'acquéreur échoue à atteindre des résultats satisfaisants en sécurité et en environnement. En octobre 2023, la catastrophe de la mine de Kostenko est l'élément déclencheur qui amène le gouvernement à contraindre ArcelorMittal à vendre immédiatement l'usine. Un groupe d'investisseurs kazakhes prend alors le contrôle de l'usine, qui est renommée Qarmet.

## Fondation (1944 - 1970)

### L'usine kazakhe de Samarkand
L'idée d'une usine sidérurgique apparait en même temps que la découverte des gisements de houille et de minerai de fer du bassin ferrifère d'Atasu (ru). La viabilité économique d'une industrie est démontrée dans les années 1930 par les scientifiques Kanych Satpaïev, Mikhail Rusakov (en) et Ivan Bardin (en), avec l'économiste L. Spiransky,, qui y voient même l'intéret de construire deux usines sidérurgiques. En octobre 1940, le Commissariat du peuple à la métallurgie du fer publie un mémoire Sur les travaux préparatoires à la construction d'une usine métallurgique en RSS du Kazakhstan. Un groupe de scientifiques est désigné pour soumettre, le 1er mai 1942, tous les documents et calculs relatifs au projet…
L'invasion allemande est le choc qui provoque la naissance de l'usine kazakhe.
Le 29 avril 1942 le Commissariat du peuple à la métallurgie du fer annonce que le projet de construire au Kazakhstan « une usine semi-intégrée de recyclage de ferraille locale d'une capacité de 75 000  à   100 000 t/an d'acier et de 50 000  à   75 000 t/an de produits laminés. » a été approuvé par le Conseil des commissaires du peuple de l'URSS. Il est alors question de construire deux fours Martin et des laminoirs d'ici le 3e trimestre 1943. Le Conseil des commissaires du peuple de l'URSS confirme cette annonce le 1er octobre 1942, par un arrêté chargeant le Commissariat du peuple à la métallurgie du fer de concevoir et planifier une usine sidérurgique dans le Karaganda. Enfin, le 4 juin 1943, le commissaire du peuple à la métallurgie des fers, I. F. Tevosyan, approuve le projet d'usine élaboré par le bureau d'études Gipromez.
Le site de Samarkand (le nom de la ville de Témirtaou avant 1945) est sélectionné en janvier 1942, près de la centrale thermique Karaganda GRES-1 (ru).  Cette centrale, la première créée au Kazakhstan, est alors presqu'achevée, le premier courant étant produit le 18 octobre 1942. Le réservoir de Samarkand, aménagé en 1941, l'alimente en en eau industrielle.
L'usine décidée consiste finalement en une aciérie d'une capacité de 105 000 t/an et un laminoir de 110 500 t/an. Dépourvue de haut fourneau, l'usine est fondée sur le procédé Martin-Siemens, capable de fondre des ferrailles et d'obtenir des aciers de qualité. La construction commence le 30 avril 1943. Les objectifs, très ambitieux au vu des conditions difficiles du moment (le chantier est réalisé par les femmes et les vieillards non mobilisés), sont cependant atteints et l'effort est salué au plus haut niveau de l'URSS, : 11 mois ont suffi à la construction de l'usine.
Le premier four Martin est mis en service le 31 décembre 1944. Les fours refondent et affinent la fonte brute coulée en gueuses dans les usines d'autres républiques soviétiques, et amenée sur place par chemin de fer. L'équipement vient du Donbass, en Ukraine, d'où il a été démonté avant l'arrivée des troupes allemandes. Un décret du 20 septembre 1944 mobilise 2 000 jeunes Kazakhs nés en 1927 et les envoie se former dans les usines métallurgiques de l'Oural. Les meilleurs sont ensuite renvoyés à Samarkand pour y faire fonctionner l'usine.
En juin 1946, est mis en service le premier laminoir à barres et à billettes, le « 400 » . En octobre 1947, un 2e four martin et un laminoir à feuilles sont mis en service. Le 3e four Martin est mis en service le 2 mars 1949 et, entre 1947 et 1949, un train à petites sections est démarré.
En 1949, l'aciérie de l'usine métallurgique kazakhe exploite 2 cubilots et 3 fours Martin de 50  à   60 tonnes chauffés au fioul. Il y a 3 laminoirs : un laminoir à moyenne section  « 400 », un laminoir à feuilles « 950 » et un laminoir à 5 cages pour les profilés et petites sections « 280 ». Une tréfilerie est également opérationnelle. Mais, partir de cette date, les investissements connaissent une pause momentanée. L'usine atteint cependant toujours ses objectifs de production et est estimée comme « efficacement gérée ». Les effectifs croissent régulièrement : 1 850 en 1947, 2 050 en 1948 et 2 500 en 1953.
|       | Usine kazakhe | Usine de Karanga |
| ----- | ------------- | ---------------- |
| 1945  | 10            | 0                |
| 1950  | 74            | 0                |
| 1955  | 234,0         | 0                |
| 1960, | 266,8         | 0                |
| 1964  | 350           | 350              |
| 1965  | 1 123,4       | 1 123,4          |
| 1970  | 401,6         | 1 734,0          |

De 1956 à 1958, la capacité des fours Martin est augmentée. En 1962, le 4e four, de 90 t, est mis en service. L'usine devient un élément notable du complexe industriel soviétique.

### L'usine intégrée de Karaganda
L'idée d'aller au-delà du recyclage de ferrailles, en créant une usine métallurgique à cycle complet, reste cependant la stratégie la plus pertinente. En 1943, l'emplacement est décidé et la conception de l'usine intégrée est validée. Les premiers investissements ne débutent cependant qu'en 1947. De fait, l'éxécution du projet est « extrêmement insatisfaisante » : les premiers coups de pioche sont donnés en 1951, alors que l'objectif était de démarrer l'usine cette année-là. Aucun moyen n'est à la hauteur de l'enjeu : gestion de projet inappropriée, plans manquants, main d'œuvre incompétente et insuffisante, fonds bloqués, chantiers dispersés, etc..
Les 14 et 15 février 1956, le chantier est priorisé au plus haut niveau de l'URSS. En ligne avec le sixième plan quinquennal (1976-1981), le XXe congrès du Parti publie l'instruction d'édifier « en décembre, deux hauts fourneaux d'une capacité de 1 350 000 t de fonte et un laminoir continu de tôles à l'usine métallurgique de Karaganda. ».
Les équipes, sous pression, relèguent au second plan l'aménagement urbain, comptant sur la propagande et « l'enthousiasme des travailleurs » pour triompher des obstacles. La nouvelle usine est déclarée projet de construction de la jeunesse de toute l'Union. D'anciens prisonniers de karlag sont envoyés sur le chantier. La Bulgarie envoie 1 070 spécialistes. Les communiqués énergiques ne mettent cependant pas fin à l'anarchie qui règne sur le chantier. En 1959, le manque d'approvisionnement, y compris en eau potable, est à l'origine des émeutes de Témirtaou (ru). Celles-ci sont matées par l'armée, qui fait feu sur les ouvriers.
En dépit des difficultés, les réalisations concrètes se matérialisent progressivement. Comme pour l'usine kazakhe, la construction d'une centrale thermique est un préalable à l'édiffication de l'usine. C'est ainsi que le 7 décembre 1955 est ouvert le chantier de construction de la centrale CHPP-PVS (ru). Le 3 décembre 1957, se déroule la cérémonie de pose de la première pierre du HF1, d'un volume de 1 513 m3 et baptisé en l'honneur du quarantième anniversaire du Komsomol.
Les premières mises en service arrivent quelques années après : le 1er juillet 1959, la centrale TPP-PVS produit son premier courant et le 3 juillet 1960, le HF1 produit la première fonte kazakhe. Cette date est depuis considérée comme celle de la naissance du Combinat métallurgique du Karaganda. D'autres installations démarrent dans la foulée :
- 1er décembre 1960 : obtention du premier coke kazakh[8],[note 8] ;
- 1961 : mise à feu du HF2[4] ;
- 23 juin 1963 : obtention du premier aggloméré kazakh[8] (agglomération n°1[23]), jusqu'ici la fonte étant obtenue à partir de minerai cru d'Atasu (ru)[4];
- 1er octobre 1964 : réception des fours Martin 1 et 2, l'acier commence à être produit[8],[note 9] et est envoyé à l'usine sidérurgique d'Orsk-Khalilovo[18];
- 25 mars 1966 : mise en service du slabbing 1150[8] ;
- 15 octobre 1966 : mise en service du lavoir à charbon n°1[8] ;
- 9 janvier 1968 : mise en service du laminoir à chaud 1 700 (LPTs-1)[8] ;
- 18 avril 1970 : mise en service du premier convertisseur à l'oxygène. D'une capacité de 250 t, c'est le plus gros d'URSS. En septembre, le 2e entre en service, suivi du 3e en juin 1972[26]. En amont, un mélangeur de 2 500 t, le plus gros d'URSS, est en cours de montage[28].

En 1970, démarre la production de produits longs.
,
,
,
,
,
,
,
,
,
,

Seuls les arrêts identifiés et de plus de 1 an ont été représentés.

## Le Combinat métallurgique de Karaganda (1970 - 1995)
|       | Fonte (kt) | acier (kt) |
| ----- | ---------- | ---------- |
| 1971, | 2 528,0    | 3 116      |
| 1980, | 4 780,4    | 5 613,7    |
| 1985, | 4 932,0    | 5 617,6    |
| 1990, | 5 226,4    | 6 275,0    |
| 1991, | 4 953,2    | 5 949,0    |
| 1992, | 4 666,3    | 5 716,5    |
| 1993  | 3 552,1    | 4 334,0    |
| 1994  | 2 434,9    | 2 874,4    |

En 1970, l'usine de Karaganda est un complexe cohérent et moderne capable de produire de l’acier brut de qualité. La vieille usine kazakhe de Samarkand est alors intégrée dans la nouvelle pour consolider l'ensemble et, le 27 juillet 1970, est fondé le « Combinat métallurgique de Karaganda » (Карагандинский металлургический комбинат). Celui-ci est constitué des deux usines métallurgique (la vieille aciérie kazakhe devenant l'aciérie Martin n°2), du bassin ferrifère d'Atasu (ru), de la carrière de castine de Topar sud et de la carrière de dolomie d'Alekseïevskaïa (aujourd'hui SSGPO (ru)). Le minerai de fer provient de l'usine d'extraction et de traitement de Sokolovsko-Sarbaisky et Lisakovsky (ru).
En 1971, le haut fourneau HF3 est mis à feu. En 1972, l'usine se compose donc de 3 hauts fourneaux, de 2 aciéries Martin, d'une aciérie à l'oxygène équipée de 3 convertisseurs d'une capacité de 250 t chacun, de laminoirs, d'une cokerie, de mines et de carrières et d'une usine d'agglomération. Les travaux se concentrent dorénavant sur l'aval de l'usine. Le 22 juin 1973 est mis en service du train de laminage à froid des tôles (LPC-2) à cinq cages, de largeur 1 700 mm. Ce train, capable de produire 1,3 Mt/an, est le 4e plus puissant d'Union soviétique.
Enfin, en 1975, la dernière étape d'agrandissement du complexe sidérurgique est réalisée avec la mise à feu du HF4, de 3 200 m3. Pour l'alimenter, l'usine d'agglomération n°2 (ou AKM-3312), capable d'agglomérer 6 Mt/an de minerai phosphoreux de Lisakovskoye, est mise en service,. Le dixième plan quinquennal (1976-1981) consolide cette stratégie en validant la mise en service de la batterie de fours à coke n° 7 de 1 Mt/an de coke, d'un four à chaux (KS-1000) et d'autres installations auxiliaires.
L'ouvrier métallurgiste est un pilier de l'idéologie communiste mais les émeutes de 1959 ont laissé des traces. Le Combinat entreprend d'équiper la ville d'installations de qualité : la plus grande unité médicale de la république avec un hôpital, un lycée-usine, une usine de transformation alimentaire, un atelier de services aux consommateurs, une école technique métallurgique, une piscine, un parc pour enfants, etc.
Au début des années 1980, l'usine a atteint sa maturité. Elle représente plus de 19 % des boulettes de minerai de fer, 3,5 % de la fonte et 4,0 % de l'acier, 4,4 % des laminés produits en URSS. Cependant, bien que tous les outils sont neufs, beaucoup de technologies choisies sont dépassées : dans les années 1970, le procédé Martin combiné à la coulée en lingot est devenu irrémédiablement obsolète. De même, la mutation des produits longs vers les produits plats impose un changement du carnet produit.
C'est ainsi que la station d'oxygène n° 2, d'une capacité de 60 000 mg/h est mise en service vers 1980. En 1982, un train de laminoir à six cages de largeur 1 400 mm est mis en service,. Le 31 décembre 1983, la première phase de l'atelier de tôlerie (LPC-3), d'une capacité de 445 000 tonnes/an, est démarrée. Enfin, le 27 septembre 1985 une machine pilote de coulée continue horizontale (HCCM) est mise en service l'aciérie Martin n°2.
En 1990, la production combinée de l'aciérie à l'oxygène et de l'aciérie Martin atteint un record à 6,3 Mt d'acier,,. Le Combinat de Karaganda est le deuxième complexe sidérurgique d'URSS, juste après le Combinat de Magnitogorsk. Les ventes, presque exclusivement à d'autres républiques soviétiques, représentent 10 % du produit intérieur brut du Kazakhstan et 5 % de l'acier soviétique. L'usine emploie alors 41 000 personnes, dont 6 héros du travail socialiste.

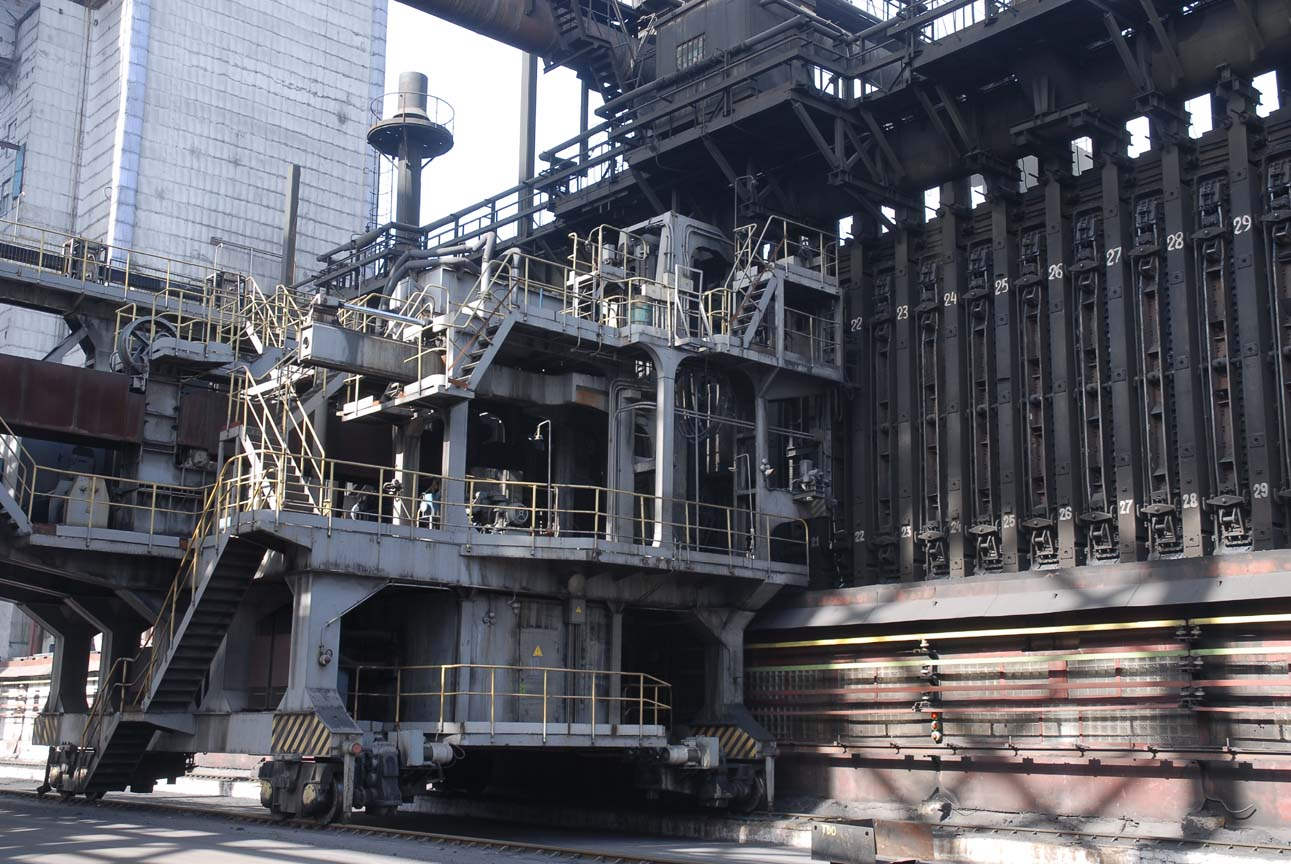
Défourneuse de la cokerie.
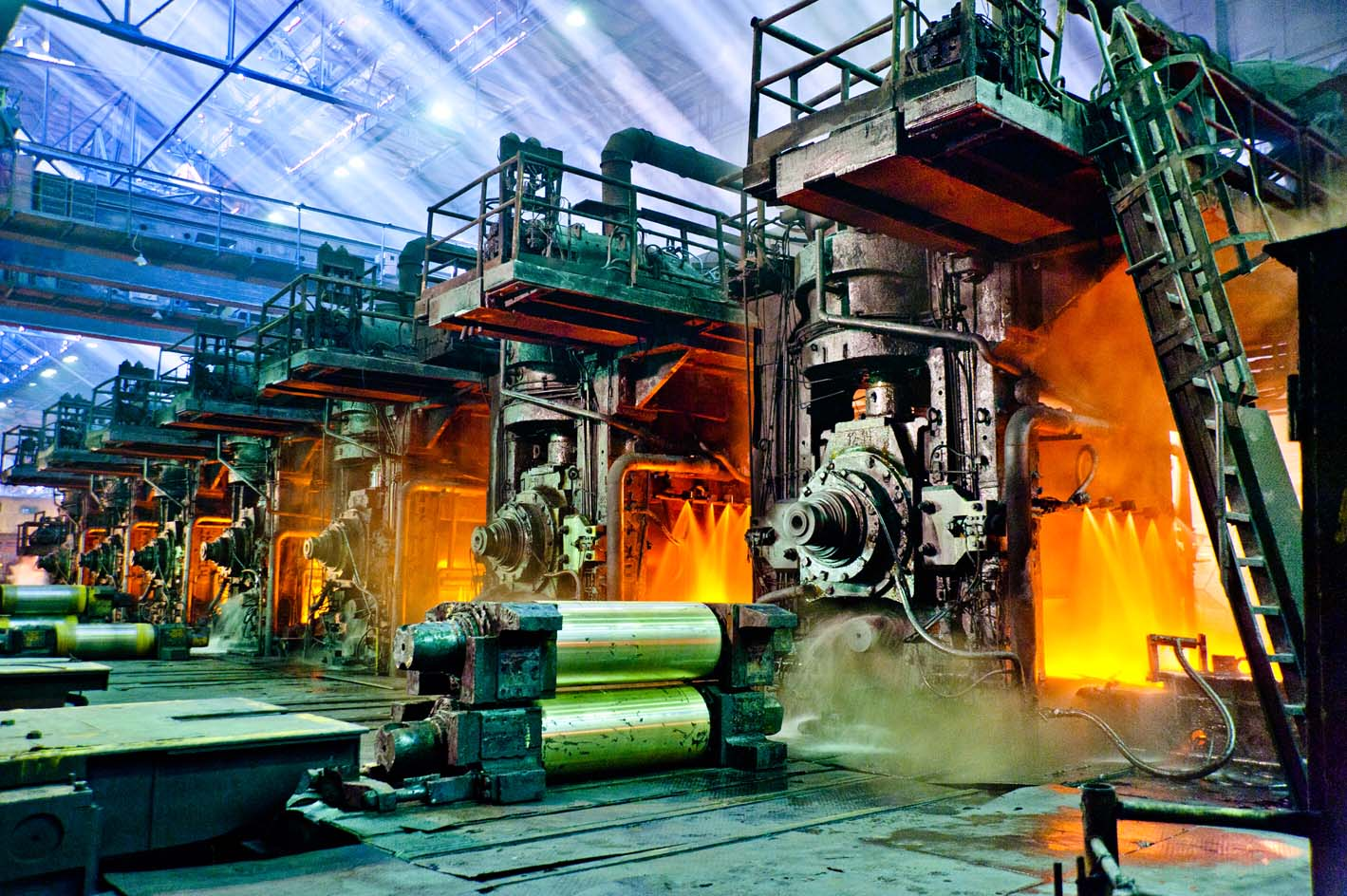
Laminoir à chaud.
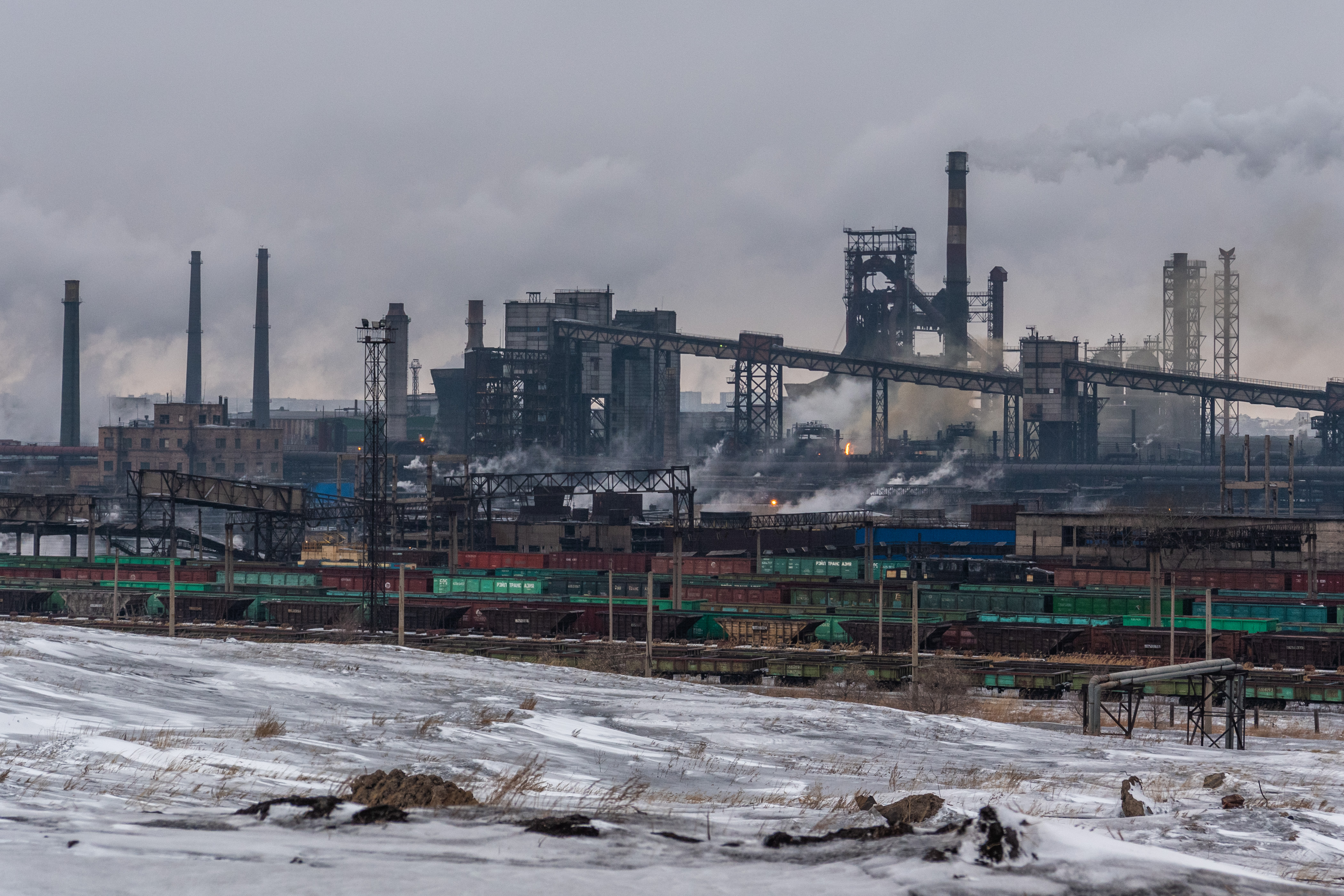
Vue de l'usine à chaud, centrée sur le haut fourneau 4.
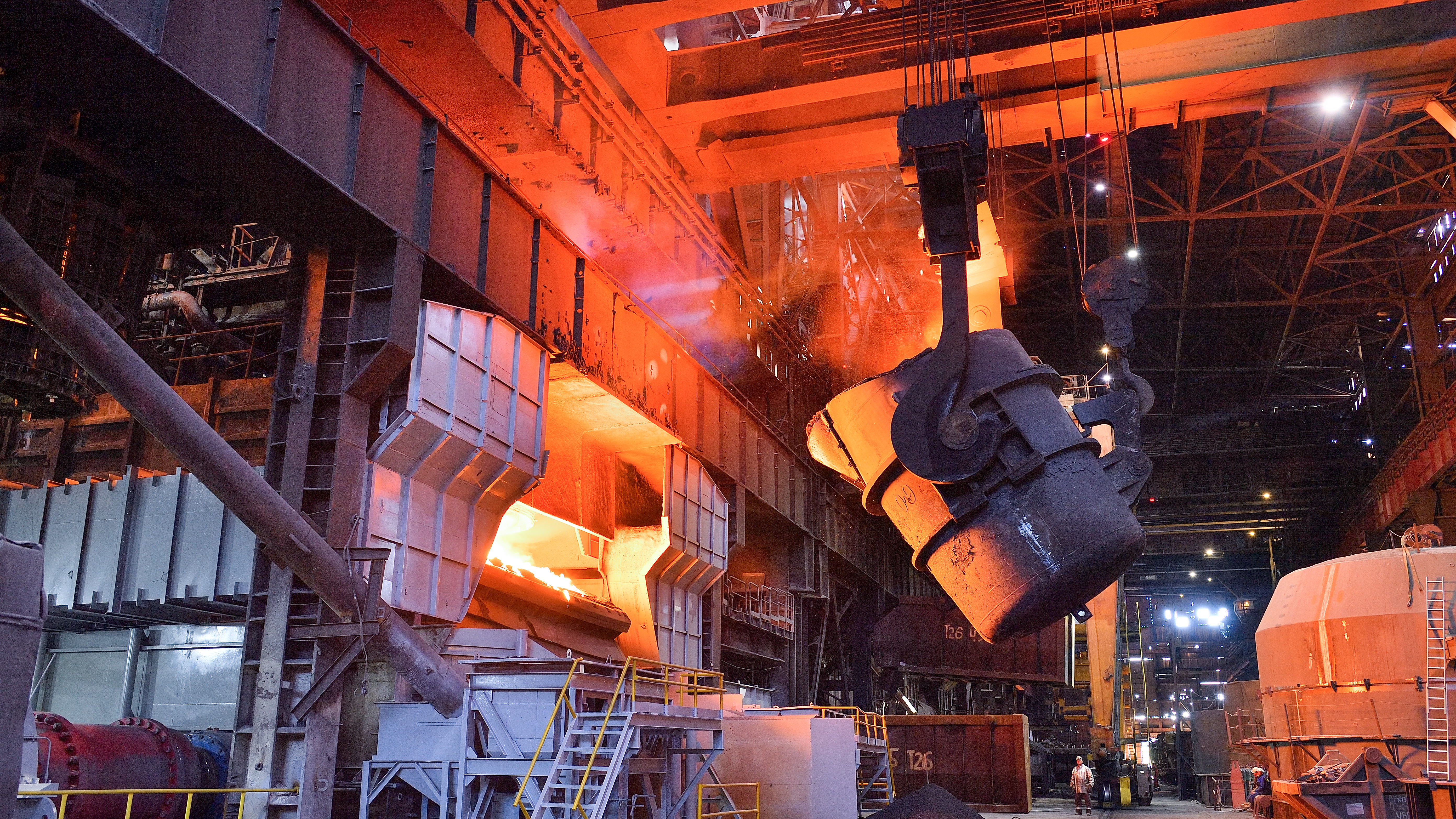
Enfournement de fonte à l'aciérie à l'oxygène.

## La période Mittal (1995 - 2023)
|      | Fonte (kt) | acier (kt) |
| ---- | ---------- | ---------- |
| 1995 | 2 529,4,   | 2 963,     |
| 1996 | 2 535,5,   | 3 150,2    |
| 1997 | 3 089,3,   | 3 832,9    |
| 1998 | 2 594,2,   | 3 094,3    |
| 1999 | 3 438,1,   | 4 077,0    |
| 2000 | 4 010,3,   |            |
| 2001 |            |            |
| 2002 |            |            |
| 2003 | 4 140,     |            |
| 2004 | 4 283,1    |            |
| 2005 | 3 581,1    |            |
| 2006 | 3 400,0    |            |
| 2007 | 3 795      |            |
| 2008 | 3 106      |            |
| 2009 | 2 996      |            |
| 2010 | 2 984      |            |
| 2011 | 3 141,1    |            |
| 2012 | 2 707,0    |            |
| 2013 | 2 634,5    | 2 981,3    |
| 2014 | 3 184,8    | 3487,4     |
| 2015 | 3 233,7    | 3 474,7    |
| 2016 | 3 595,0    | 3 859,7    |
| 2017 | 3 775,1    | 4 049,7    |
| 2018 | 3 174,1    | 3 307,4    |
| 2019 | 3 208,7    | 3 361,2    |
| 2020 |            | 3 293,3    |
| 2021 |            | 3 782,0    |

### Rationalisation…
La dislocation de l'URSS est un séisme pour la métallurgie kazakhe, dont le seul débouché était les pays industrialisés du bloc soviétique. Le gouvernement kazakhe se tourne vers l'étranger pour faire survivre le combinat. Dès 1992, un accord est trouvé avec la Corée du Nord. Une coentreprise est fondée avec le groupe sidérurgique autrichien Voestalpine, qui n'atteint pas ses objectifs et une autre coentreprise avec U.S. Steel lui succède brièvement. En 1994, les groupes japonais Itochu et NKK modernisent les installations de coproduits de la cokerie. Mais toutes ces tentatives sont des échecs et les investisseurs se retirent.
Le 17 novembre 1995, dans le cadre d'un appel d'offres fermé pour la privatisation impulsé par le président Noursoultan Nazarbaïev, ancien ouvrier de l'usine, le complexe est racheté par Ispat International, propriété de l'homme d'affaires indo-britannique Lakshmi Mittal. Le montant de la transaction est de 225 M$ échelonnés sur quatre ans, plus 50 M$ de dettes,. La situation est alors désespérée pour une usine privée de son marché traditionnel russe et livrée à des structures mafieuses,.
L'entité créée pour la nouvelle société est Ispat Karmet JSC, réenregistrée en décembre 2004 sous le nom de Mittal Steel Temirtau JSC, et depuis le 6 septembre 2007 sous le nom d'ArcelorMittal Temirtau JSC.
Désireux de se concentrer sur la performance industrielle, et de s'éviter la gestion des problèmes sociaux, l'acquéreur veut limiter la transaction à l'usine sidérurgique. Un versement de 10,5 M$ permet à Ispat de transférer à la ville de Témirtaou les quelques 36 000 appartements, 25 jardins d'enfants, 7 fermes, cliniques, hôtels, bus, ainsi qu'un sanatorium, une patinoire, une usine de vêtements,…`soit près de 10 000 employés, à l'efficacité douteuse mais qui auraient pourtant fort à faire : la ville est ravagée par la drogue et 80 % des cas de sida du pays sont localisés à Témirtaou.
Le nouveau propriétaire ne peut cependant pas s'affranchir du délabrement des infrastructures. Pour alimenter ses usines, il doit se résoudre à acquérir la centrale électrique Karaganda CHPP-2 (ru) (435 MW). Le 17 avril 1996, celle-ci rejoint Ispat Karmet.
De même, il est contraint à acquérir les houillères : en juin 1996, les mineurs des mines de charbon de Karaganda ayant menacé de couper l'approvisionnement parce qu'ils n'étaient plus payés, Mittal rachète 15 mines et leurs dépendances afin de régler les salaires des 29 000 ouvriers qui y travaillent. Il réorganise l'extraction autour de 8 puits. Cette restructuration fait disparaitre 8 000 emplois.
Enfin, en octobre 1999, le département minerai « Orken LLP » est fondé afin de gérer les 4 gisements alimentant l'usine : les mines à ciel ouvert de Lisakovsk (acquise en 2000), Kentobe (acquise en 2002), Atansor (acquise en 2004) et la mine souterraine d'Atasu (acquise en 2003).
L'usine sidérurgique couvre 120 km2 à elle seule, et emploie au moment du rachat 38 000 personnes. Les rachats successifs d'activités annexes ont contraint Mittal à employer finalement 80 000 personnes. Sans même évoquer la corruption et les emplois fictifs, il ne fait aucun mystère sur l'évolution des effectifs.

### … et modernisation
Le nouveau propriétaire s'attelle à la modernisation de l'usine. Il s'agit d'adopter des technologies incontournables autant dans le monde occidental qu'en Chine :
- juillet 1998 : mise en service de la première ligne de galvanisation à chaud ;
- 1999 : nouvelle ligne de décapage démarrée, remplaçant l'ancienne qui est alors fermée[61] ;
- 12 décembre 2001 : mise en service de la deuxième ligne de galvanisation à chaud (300 kt/an[61]);
- décembre 2001 : mise en service d'une tuberie ;
- 18 janvier 2005 : mise en service de la coulée continue de brames CCM-1 ;
- septembre 2005 : mise en service de la ligne de revêtement polymère ;
- fin 2005 : mise en service de la coulée continue de brames CCM-2[4] ;
- 2005 : reconstruction de la batterie 7 à la cokerie[4] ;
- 4 octobre 2006 : mise en service de l'usine de fabrication de tubes soudés en spirale à Aktaou;

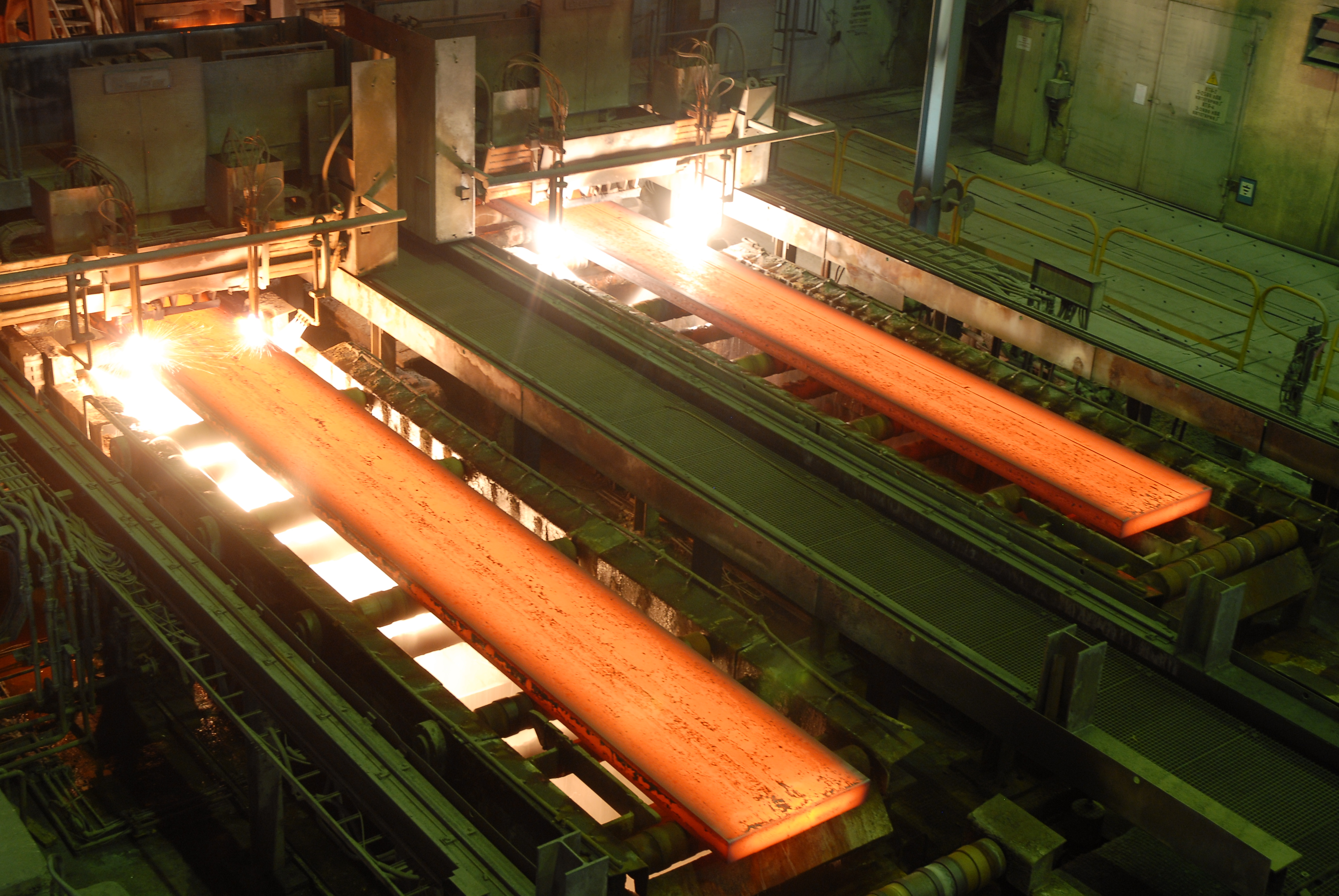
Oxycoupage des brames à la coulée continue CCM-1.

L'usine enregistre son premier exercice bénéficiaire en 1999. En 2003, la marge opérationnelle des activités de Mittal en Asie — qui se résument alors à l'usine kazakhe — atteint 31 %, contre 3 % et 8 % pour, respectivement, les usines américaines et européennes. En 2005, les ventes de produits à haute valeur ajoutée, essentiellement les tôles revêtues, représentent 50 % du chiffre d'affaires, contre 6 % au moment du rachat en 1995. 95 % de la production sont alors exportés hors du pays. La production représente 10 % du PIB du Kazakhstan :
« À ce jour, [en 2004], la gestion de Karmet par Ispat continue d'être considérée comme l'une des plus réussies des entreprises étrangères au Kazakhstan. […] Dès le début, la nouvelle direction d'Ispat a été largement considérée comme dure mais efficace et nécessaire étant donné l'état de Karmet lorsqu'elle a pris les rênes en 1995. L'usine elle-même n'avait pas été modernisée depuis 40 ans et aucun entretien n'avait été effectué depuis au moins cinq ans. Certaines parties de l'usine, comme l'atelier de décapage, n'avaient guère changé depuis leur création pendant la Seconde Guerre mondiale.

Des centaines d'employés de l'usine venaient travailler ivres, certains étaient payés pour deux emplois alors qu'ils n'en faisaient qu'un. En outre, des mafias tchétchènes auraient menacé des fournisseurs et des clients et exigé des pots-de-vin. Et en dépit des difficultés financières rencontrée, les dirigeants vivaient dans le luxe dans une maison d'hôtes haut de gamme située de l'autre côté de la rue,équipée d'un salon de massage, de restaurants et même d'une discothèque, tous achetés avec les fonds de la société… »
— Anne E. Peck, Economic Development in Kazakhstan: The Role of Large Enterprises and Foreign Investors
Les investissements ont consisté à installer des outils à la fois modernes et destinés à la production de tôles parachevées (par galvanisation, peinture, soudage en tubes, etc). La production de produits longs, moins technique, a été abandonnée en 1996 avec la fermeture définitive de l'aciérie Martin n°2,. Cependant, les produits longs, comme les ronds à béton et les profilés, sont utiles au marché domestique : l'État kazakh tient à relancer cette production. Le 16 juin 2005, le président du Kazakhstan pose la première pierre d'un nouveau laminoir dédié à cette production. Le 1er juillet 2008, soit dix ans après l'arrêt de l'aciérie Martin n°2, la première étape du laminoir est achevée. Puis, le 14 février 2012, la coulée continue à six lignes de billettes CCM-3 est mise en service afin d'approvisionner ce laminoir. En 2015, la capacité annuelle nominale de 400 000 t/an a été pour la première fois atteinte avec une production de 406 000 t. En 2017, l'ensemble lamine 417 000 t de ronds.
Dans les années 2000-2010, l'usine se présente comme un complexe totalement intégré. On peut y recenser :
- du côté de l’extraction minière : 8 mines de charbon, 3 mines de fer et l'usine d'enrichissement du minerai de Lisakovskoye, des mines de manganèse[69] ;
- une usine à chaud totalement intégrée : une usine de bouletage et une usine d'agglomération[4], 7 batteries de fours à coke, 4 hauts fourneaux[48], une aciérie pouvant produire 5 Mt/an dotée de 3 convertisseurs de 300 t et 2 fours martin[76], l'acier étant coulé dans 3 coulées continues neuves (deux à brames et une à billettes) ;
- 3 laminoirs et des lignes de parachèvement : le LPC-1 est un laminoir à chaud produisant des coils de tôles d'épaisseur 2,0  à   12,0 mm, le LPC-2 est un laminoir à froid produisant des bobines de tôles d'épaisseur 0,4  à   2,0 mm, le LPC-3 un autre laminoir à froid, 2 lignes de galvanisation à chaud et une ligne de peinture[4] ;
- quelques éléments connexes, vestiges du combinat métallurgique soviétique : 2 centrales électriques : la Karaganda CHPP-PVS (ru) et la Karaganda CHPP-2 (ru)[55], le tramway de Témirtaou (ru), un hôtel, etc. [55]

|      | Effectifs Mittal | Effectifs usine |
| ---- | ---------------- | --------------- |
| 1995 | 80 000           | 38 000          |
| 2001 | 41 303           | 26 000          |
| 2023 | 33 000           | NC              |

L'effort d'investissement se poursuit après 2010, quoique sur des améliorations annexes à la production et sur un rythme moins soutenu. En 2019, est mise en service d'une unité de production d'air liquide. Bien que construite par Linde, celle-ci coûte tout de même 120 M$. La même année, le four poche n°3 est mis en service.
En 2017, le bénéfice net moyen par tonne d'acier pour le groupe ArcelorMittal est de 47,08 $, tandis que chez ArcelorMittal Temirtau il est de 81,56 $. En 2020, 30 % du volume est destiné au marché domestique, le reste est expédié vers la Chine, la Russie, l'Iran et les pays d'Asie centrale.

### Critiques environnementales
L'usine soviétique avait été construite sans préoccupation environnementale. Lors du rachat, Ispat, anticipant un durcissement de la législation, négocie une période de 10 ans d'impunité environnementale, en plus d'être libéré de toute obligation vis-à-vis des dégâts attribuables à l'exploitation précédente. Les grosses amendes apparaissent dès que la période d'impunité prend fin :  1,7 milliard de KZT en septembre 2015, 600 millions en janvier 2018, 1,4 milliard en mars 2019. Le phénomène de « neige noire », attribué aux émissions de l'usine sidérurgique, est régulièrement cité comme une des conséquences les plus visibles de la pollution.
Cependant, selon la clause 12.3 du contrat de vente, les amendes et exigences environnementales ne peuvent pas dépasser 200 millions de KZT par an. Si les amendes dépassent ce montant, l'État kazakh rembourse la différence. Par exemple, l'amende en 2019 de 1,4 milliard de tenges pour violation de la législation environnementale contraint l'État à restituer à ArcelorMittal la différence entre 1,4 milliard et 200 millions.
De son côté, le propriétaire affirme mettre en place un plan d'action ambitieux, de plus de 35 milliards de KZT pour 2019-2021. L'objectif officiel est de rapprocher les émissions de l'usine des paramètres des pays d'Europe de l'Est. ArcelorMittal veut faire ainsi démentir les allégations soutenant que le plafonnement des amendes à 200 millions de KZT n'incite guère l'entreprise à investir sérieusement dans des installations de dépollution.

### Échec sécuritaire

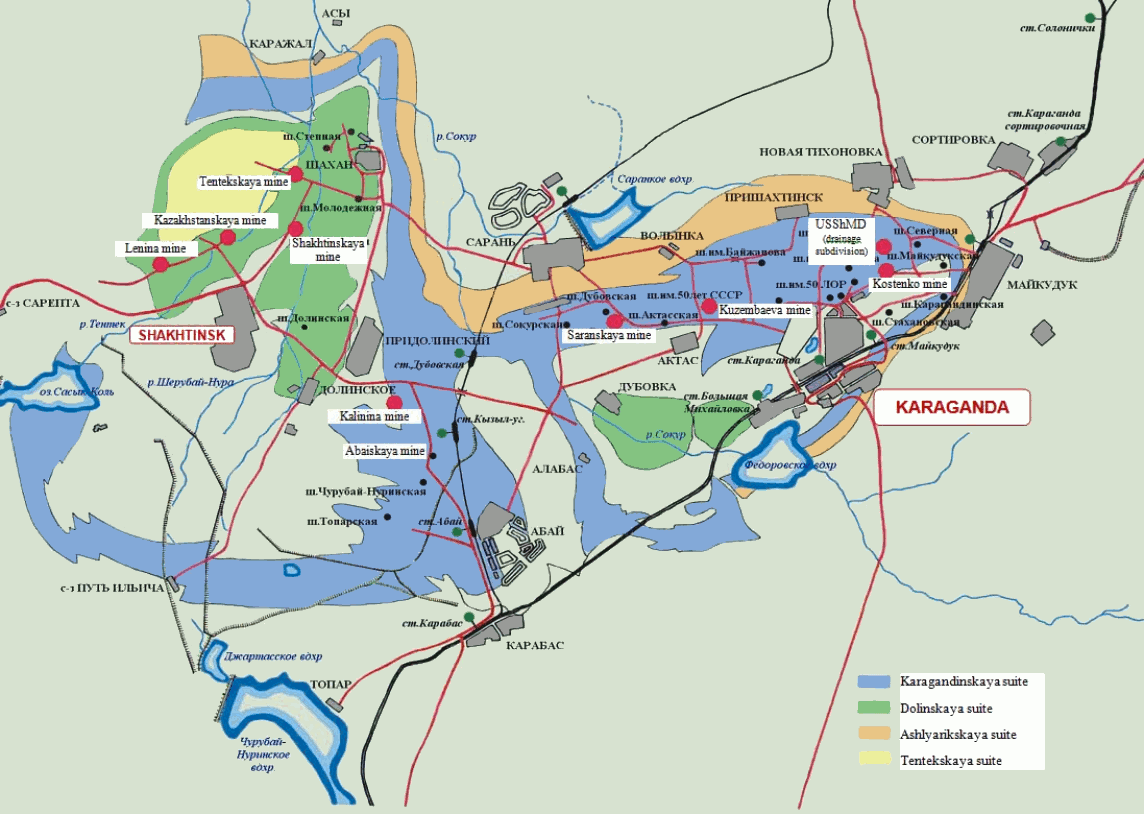
Bassin houiller de Karaganda, et puits de mine.

Le gisement de charbon de Karaganda couvre 2 000 km2 et descend jusqu'à 4 000 m de profondeur. Le charbon extrait est cokéfiable : c'est donc un charbon de valeur, particulièrement prisé pour l'alimentation des hauts fourneaux. Le gisement est par contre très grisouteux : la quantité de méthane contenue dans les couches grisouteuse dépasse 15 m3 par tonne de charbon, et peut même atteindre 27 m3 par tonne de charbon.
Les quinze mines rachetées en 1996 par Ispat ont été réorganisées en huit puits : Saranskaya, Kuzembaeva, Kazakhstanskaya, Lenine, Shakhtinskaya, Tentekskaya, Kostenko et Abayskaya. Ces mines profondes sont exploitées en longue taille avec dépilage. Il est bien sûr très difficile d'évaluer la dangerosité des mines pendant l'ère soviétique : si l'extraction pouvait alors se concentrer sur des veines de charbon plus riches et plus sûres, les autorités ne se souciaient guère de la sécurité. Les accidents sont courants, mais les catastrophes semblent soigneusement étouffées. Par exemple, seule la CIA évoque la catastrophe de mars 1953, quand un coup de grisou et un effondrement tuent environ 200 mineurs et en blessent 1 400 autres, générant une émeute des blessés, outrés de constater que leurs familles ne toucheront aucune indemnité pendant leur hospitalisation. Après la chute du communisme, les principaux accidents peuvent être recensés :
| Date et lieu                         | Accident       | Décès |
| ------------------------------------ | -------------- | ----- |
| 16 mars 1994, mine Aktasskaya        | Asphyxie       | 11,   |
| 7 juillet 1994, mine Kazakhstanskaya | Coup de grisou | 14    |
| 24 novembre 1995, mine Lénine        | Coup de grisou | 13    |
| 5 décembre 2004, mine Lénine         | Coup de grisou | 23    |
| 20 septembre 2006, mine Lénine (ru)  | Coup de grisou | 41    |
| 11 janvier 2008, mine Abayskaya      | Coup de grisou | 30    |
| 2 juin 2008, mine Tentekskaya        | Coup de grisou | 5     |
| 7 novembre 2021, mine Abayskaya      | Coup de grisou | 6     |
| 3 novembre 2022, mine Lénine         | Coup de grisou | 5     |
| 17 août 2023, mine Kazakhstanskaya   | Incendie       | 5     |
| 28 octobre 2023, mine Kostenco       | Coup de grisou | 46    |

Le complexe est alors considéré comme restructuré et modernisé, il est largement bénéficiaire. Le bras droit de Mittal, Malay Mukherjee reconnait fièrement que « le Kazakhstan est devenu notre vache à lait. » Il sauve les Mittal de la faillite en 2000, lorsque la conjoncture se retourne brutalement aux États-Unis : « pour éviter la débâcle, Lakshmi et Aditya fusionnent Ispat avec LNM, le Kazakhstan et son milliard de dollars de cash. Mittal Steel est né. Et, la conjoncture aidant, les voici prêts pour un nouveau coup de poker ». Ce coup de poker sera de l'OPA sur Arcelor. Mais quelques mois après son succès, le coup de grisou du 23 septembre 2006 (ru) tue 41 mineurs : le monde ouvrier ne manque pas de faire le rapprochement entre la fortune du propriétaire (qui vient de devenir le 3e homme le plus riche du monde) et la sécurité de ses mines. Une grève générale se propage en quelques semaines aux huit mines de charbon. Un deuil national est déclaré. Immédiatement, ArcelorMittal lance un projet de sécurisation de ses mines, soutenu par un prêt de 250 M$… qui avait été cependant approuvé dès 1997 par BERD et la SFI. En 2007, un second prêt de 100 M$ garanti par la BERD complète cet investissement,.
Quoi qu'il en soit, l'événement a anéanti la bonne image de l'investisseur. En 2008, l'accident de la mine Abayskaya, qui tue 30 autres mineurs, amène le gouvernement kazakhe à proférer sa première menace : ArcelorMittal doit améliorer les conditions de sécurité ou il perdra sa licence d'exploitation minière.
Pendant une quinzaine d'années, aucun accident majeur ne vient perturber l'exploitation. ArcelorMittal continue de travailler à la sécurité avec, en 2011, le démarrage du programme de dégazage et de récupération du gaz de la mine de charbon Lénine.
Mais, en juin 2023, ArcelorMittal annonce la fermeture de quatre de ses huit mines, invoquant l'épuisement du gisement accessible. Les 18 000 mineurs qui y travaillent accusent le propriétaire d'exploiter le gisement sans préparer l'exploitation future. Surtout, le 28 octobre 2023, la catastrophe de la mine de Kostenko, qui tue 46 mineurs, est l'événement de trop. Un nouveau deuil national est déclaré. Le groupe est désormais perçu comme une entreprise profitable, indifférente à l'avenir économique de la région et au bien-être de ses habitants, qui n'utilise les bénéfices réalisés au Kazakhstan que pour financer ses acquisitions. L'État kazakhe annonce immédiatement sa volonté de chasser ArcelorMittal du pays et ce, dans les plus bref délais. Un mois après, le complexe est racheté par un fonds d'investissement kazakhe.

## Qarmet (depuis 2023)

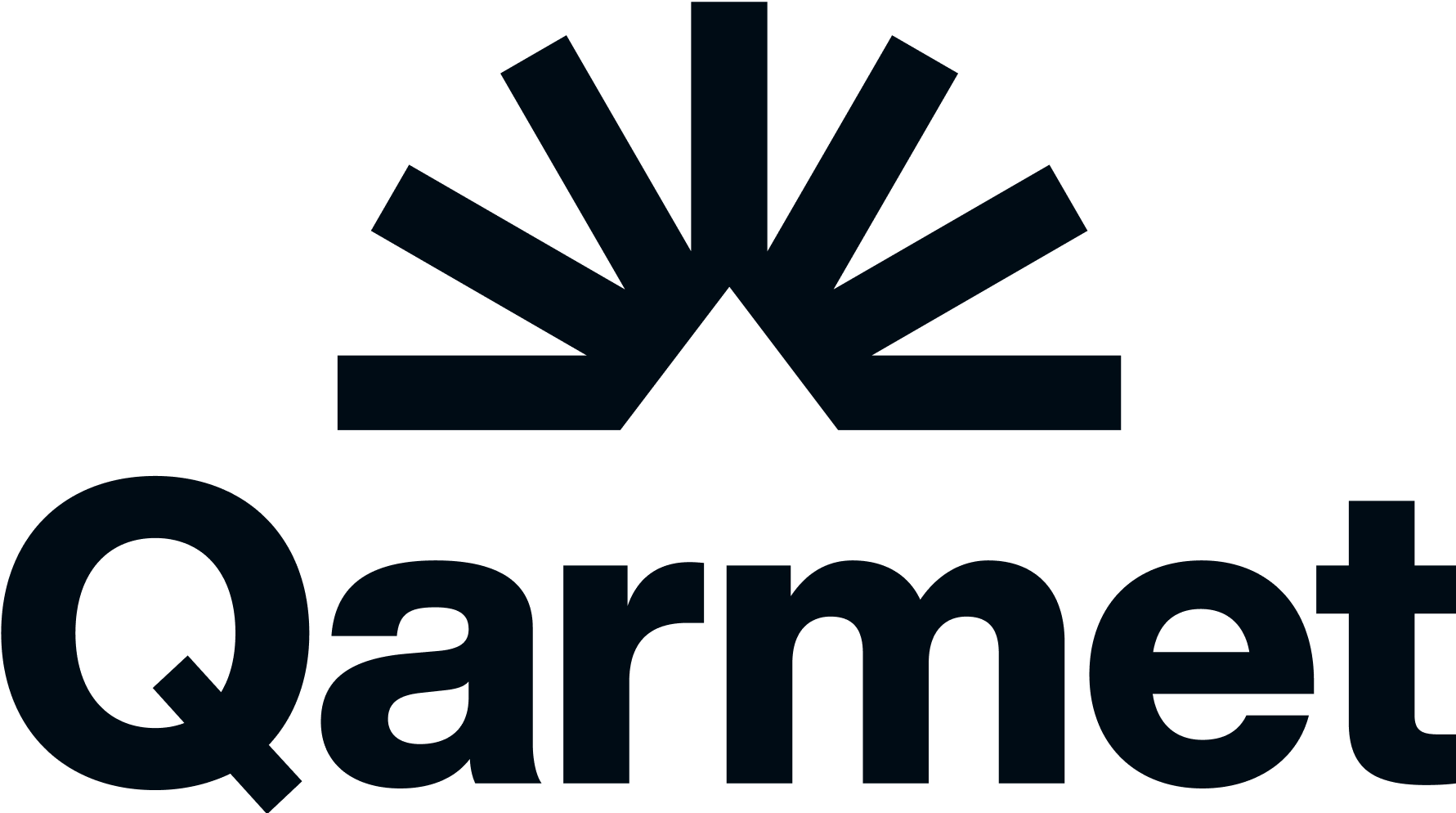
Logo de Qarmet.

Le 8 décembre 2023, l'usine est vendue. ArcelorMittal qui en demandait 3,5 milliards de dollars, a été débouté par l'État kazakhe, qui a divisé ce montant par 10, invoquant les estimations d'experts internationaux. Le montant final est 286 M$, auxquels s'ajoutent 450 M$ de remboursement de dettes et 250 M$ d'impayés.
Le nouveau propriétaire est un fonds d'investissement contrôlé par l'État et fondé pour l'occasion, le Qazaqstan Steel Group (QSG), mené par son fondateur Andriy Lavrentiev (ru), un entrepreneur du monde de la construction mécanique. L'entreprise prend le nom de Qarmet. En 2024, elle emploie 34 000 personnes et a produit 3,5 Mt d'acier.